# Literární cena Knižního klubu
Literární cena Knižního klubu je české literární ocenění, které vzniklo v roce 1995.
O tuto cenu se může přihlásit kdokoli, dílo vítěze pak nakladatelství Knižní klub vydá. Cenu organizuje společnost Euromedia Group, a.s.

## Laureáti
- 1996 – Rudolf Čechura, Šperhák
- 1997 – první místo nebylo uděleno, druhé místo získaly dvě práce: David J. Novotný, Můj nejlepší kámoš (Dostupné online a jako e-kniha) a Oldřich Šuleř, Sláva a pád Valašského pánbíčka
- 1998 – Věra Chase, Vášeň pro broskve
- 1999 – Taťjána Nálepková, Scénář provinčního příběhu
- 2000 – Jan Poláček, Spánek rozumu plodí nestvůry. Dostupné online a jako e-kniha.
- 2001 – Hana Andronikova, Zvuk slunečních hodin
- 2002 – Ladislav Pecháček, Osvobozené kino Mír. Dostupné online a jako e-kniha.
- 2003 – Miroslav Stoniš, Paterek a pastýřka laní
- 2004 – Václav Křístek, Cesta na poledne
- 2005 – Martin Šmaus, Děvčátko, rozdělej ohníček. Dostupné online a jako e-kniha.
- 2006 – Vojtěch Mornstein, Gorazdův limit. Dostupné online a jako e-kniha.
- 2007 – Jiří Šulc, Dva proti Říši
- 2008 – Martin Sichinger, Cukrový klaun. Dostupné online a jako e-kniha.
- 2009 – Lan Pham Thi, Bílej kůň, žlutej drak. Dostupné online a jako e-kniha.
- 2010 – David Jan Novotný, Sidra Noach
- 2011 – Josef Hejzlar a Taj-ťün Hejzlarová, Na Řece[1]
- 2012 – Václav Holanec, Herci[2]
- 2013 – Vladimíra Klimecká, Druhý život Marýny G.[3]
- 2014 – Dalibor Vácha, Červenobílá[4]
- 2015 – Radovan Menšík, Vedlejší pokoje[5]
- 2016 – Patrik Girgle, Vertigo[6]
- 2017 – Anna Vovsová, Ladič[7]
- 2018 – Miloš Cajthaml, Na odstřel[8]
- 2019 – Ema Labudová, Tapetář[9]
- 2020 – Jan Horníček, Čarostřelec[10]
- 2021 – Dominika Prejdová, Z čeho je den[11]
- 2022 – Jan Váňa, Křehkost

Od roku 2019 je v rámci ocenění vyhlašováno také 2. místo, za něž je udělována Literární cena týdeníku Reflex.
- 2019 – Anna Strnadová, Maxl Žhář[12]
- 2020 – Petr Sýkora, Sklíněné korálky[13]
- 2021 – Kateřina Rudčenková, Amáliina nehybnost[14]
- 2022 – Jan Folný, Hotel Royal